# Com anar al cel i tornar
Com anar al cel i tornar és l'onzè disc publicat per Els Pets. L'àlbum va sortir a la venda el 2007, sota el segell Discmedi. Fou enregistrat als estudis 44.1 d'Aiguaviva (Gironès), mesclat i masteritzat a Nashville. El CD també conté un documental anomenat, Els Pets a Mèxic.
Es tracta d'un disc més reflexiu i intel·lectual que els anteriors, que parla de la part més fosca de l'amor, i en el qual s'hi barregen timbres mediterranis amb orquestracions de pel·lícula. Tot i predominar-hi les balades, però, també hi ha temes més ballables com ara XL.

## Llista de cançons
Cançons 'Espurnes de coratge' i 'Ningú' compostes per Joan Reig, la resta per Lluís Gavaldà ('Parla' coescrita amb Brad Jones).
1. "Hola I Adeu" - 4:00
2. "A Batzegades" - 4:15
3. "Parla" - 4:05
4. "Com Anar Al Cel I Tornar" - 6:05
5. "XL"- 3:31
6. "Cançó D'amor #398" - 3:23
7. "Espurnes De Coratge" - 3:21
8. "Faig Saber" - 3:04
9. "L'amant Que No Et Toca" - 3:38
10. "Valset" - 2:47
11. "Passa De Llarg" - 4:14
12. "Ningú" - 2:40